# Заводи суперфосфату у Сан-Хуан-де-Ньєва
Заводи суперфосфату у Сан-Хуан-де-Ньєва (San Juan de Nieva) — виробничі майданчики, що діяли або діють на півночі Іспанії, в порто-індустріальній зоні на північ від міста Авілес.

## Завод RCAM
У 1918-му компанія Real Compañía Asturiana de Minas (RCAM) спорудила в Сан-Хуан-де-Ньєва завод олеуму, який отримували шляхом спалювання піритів з південної іспанської провінції Уельва. Втім, вже у 1920—1921 роках майданчик модернізували під продукування сульфатної кислоти, шляхом обробки якою фосфоритів отримували добриво — суперфосфат. Необхідні для заводу фосфорити завозили з Північної Африки (Марокко, Туніс).
Про масштаб діяльності заводу відомо, що в 1933-му він переробив 16,2 тисячі тонн фосфоритів та виробив 15,8 тисячі тонн сульфатної кислоти і 28,2 тисячі тонн суперфосфату, а станом на середину 1950-х проєктна потужність майданчика становила 70 тисяч тонн суперфосфату на рік.
Є відомості, що завод RCAM зупинив виробництво не пізніше 1984 року.

## Завод CHEMASTUR
У 2003-му заснували компанію Asturiana de Fertilizados (CHEMASTUR), яка з 2006-го продукувала суперфосфат у тій же індустріальній зоні Сан-Хуан-де-Ньєва. При цьому необхідна для виробництва сульфатна кислота надходить з сусіднього цинкоплавильного заводу Asturiana de Zinc.
Потужність виробництва становить 12 тисяч тонн суперфосфату на місяць. Крім того, майданчик випускає певні обсяги сульфату магнію (для продукування останнього потрібна сульфатна кислота та магнезит).